# Japira
Japira is een gemeente in de Braziliaanse deelstaat Paraná. De gemeente telt 4.797 inwoners (schatting 2009).

## Aangrenzende gemeenten
De gemeente grenst aan Conselheiro Mairinck, Ibaiti, Jaboti, Jundiaí do Sul en Pinhalão.